# Río Tera (afluente del Duero)
El Tera es un río del interior de la península ibérica, afluente del Duero. Discurre por la provincia española de Soria.

## Descripción
El río discurre por la provincia de Soria. Tras dejar a ambos lados de su cauce localidades como Barriomartín, Almarza, Tera, Espejo, Chavaler, Tardesillas y Garray, donde termina desembocando en el río Duero. Aparece descrito en el decimocuarto volumen del Diccionario geográfico-estadístico-histórico de España y sus posesiones de Ultramar de Pascual Madoz de la siguiente manera:

TERA: r. que tiene su nacimiento en las vertientes meridionales de las sierras que forman el puerto de Piqueras en la prov. de Soria, térm. jurisd. de Gallinero, desde el que pasa á bañar los de Lumbrerillas, Barriomartín, en el que recoge las aguas de los arroyos de Busteco y La Freguela, pasa por debajo de un pequeño puente y continúa a Almarza, Tera, Rebollar, Espejo, donde tiene otro puente, y le afluyen los arroyos llamados de Razon y San Gregorio; Chavaler, Fuentecantos, Tardesillas donde también le cruza un puente, y Garay por cuya jurisd. desagua en el Duero.
(Madoz, 1849, p. 704)

Perteneciente a la cuenca hidrográfica del Duero, sus aguas terminan vertidas en el océano Atlántico. Entre sus afluentes se encuentra el río Razón, del que recibe su caudal a la altura de Espejo de Tera.